# Alberto Bevilacqua
Alberto Bevilacqua (Parma, 27 de junio de 1934 – Roma, 9 de septiembre de 2013) fue un escritor, director de cine y guionista italiano, además de poeta y periodista.

## Obra literaria

### Prosa
- La polvere sull'erba
- Una città in amore
- La Califfa
- Il mito doloroso
- Questa specie d'amore
- L'occhio del gatto
- Il viaggio misterioso
- Umana avventura
- Una scandalosa giovinezza
- La festa parmigiana
- La notte del fiore
- La mia Parma
- Il curioso delle donne
- Emilia Romagna
- La donna delle meraviglie
- La Grande Gio
- Il gioco delle passioni
- Il Natale sulle acque del mio fiume
- Una misteriosa felicità )
- I sensi Incantati
- Il Po e le sue terre
- Un cuore mágico
- L'eros
- Lettera alla madre sulla felicità
- Anima amante
- Gialloparma
- Sorrisi dal mistero
- Anima carnale
- Attraverso il tuo corpo
- Gli anni struggenti
- Viaggio al principio del giorno
- La Pasqua rossa
- Parma degli scandali
- Tu che mi ascolti
- Il Gengis
- Lui che ti tradiva
- Storie della mia storia
- Il prete peccatore

### Poesía
- L'amicizia perduta
- L'indignazione: poesie
- La crudeltà
- Immagine e somiglianza: poesie 1955 - 1982
- Vita mia
- Il corpo desiderato
- Messaggi segreti
- Poesie d'amore
- Piccole questioni di eternità
- Legame di sangue
- Tu che mi ascolti, poesie alla madre
- Le poesie
- Duetto per voce sola. Versi dell'immedesimazione

## Filmografía
Como director de cine:
- La Califfa (1971).
- Questa specie d'amore (1972).
- Attenti al buffone (1976).
- Bosco d'amore (1981).
- Le rose di Danzica (1981).
- La donna delle meraviglie (1985).
- Tango blu (1987).
- Gialloparma (1999).

Como guionista:
- Seddok, l'erede di Satana (1960).
- La cuccagna (1962).
- La smania addosso (1963).
- I tre volti della paura (1963).
- Il disco volante (1964).
- La mia signora (1964).
- Terrore nello spazio (1965).
- La Califfa (1970).
- Questa specie d'amore (1972).
- Anastasia mio fratello ovvero il presunto capo dell'Anonima Assassini (1973).
- Attenti al buffone (1976).
- Tutto suo padre (1978).
- Le rose di Danzica (1981).
- La donna delle meraviglie (1985).
- Gialloparma (1999).

## Premios literarios
- Premio Campiello, 1966, por Questa specie d'amore.
- Premio Strega, 1968, por L'occhio del gatto.
- Premio Bancarella, 1972, por Un viaggio misterioso.
- Premio Bancarella, 1991, por I sensi incantati.
- Premio Stresa de narrativa, 2000, por La polvere sull'erba.
- Premio Internacional Ciudad de Penne PE, 2007, Alberto Bevilacqua, escritor europeo.

## Premios cinematográficos
- 1971 - Una nominación al Premio Palma de Oro por La Califa (Festival de Cannes).
- 1972 - Premio "Silver Ribbon" a Alberto Bevilacqua como Mejor Director Debutante por La Califa (Italian National Syndicate of Film Journalists).
- 1972 - Premio "David" a la mejor película: Esa clase de amor (1972), junto a La clase obrera va al paraíso (1971) (Premios David de Donatello).
- 1973 - Premio "Silver Ribbon" al mejor guion y al mejor guion original por Esa clase de amor (Italian National Syndicate of Film Journalists).
- 1976 - Premio "David" al mejor guion, compartido con Nino Manfredi, por Attenti al buffone (Premios David de Donatello).